# Nessuno Mi Può Giudicare / Parlami di Te
Nessuno Mi Può Giudicare / Parlami di Te é um single do cantor e compositor Dick Danello, de 1966.

## Faixas
| N.º            | Título                                              | Duração |  |
| 1.             | "Nessuno Mi Può Giudicare" (Pallavicini / Vianello) | 2:46    |  |
| 2.             | "Parlami di Te" (Pallavicini / Vianello)            | 2:39    |  |
| Duração total: | Duração total:                                      | 5:25    |  |

## Banda
- Dick Danello: voz
- The Jordans: todos os instrumentos

### Músicos Convidados
- Aladdin: guitarra solo
- Orestes: guitarra base
- José Paulo: baixo
- Jurandi: bateria